# Rotterdam Panda's
IJshockeyclub Rotterdam Panda's (kortweg Panda's Rotterdam en ook bekend onder de sponsortoevoeging Gunco Panda's) was een Nederlandse ijshockeyclub uit Rotterdam. De thuiswedstrijden van de club werden gespeeld in schaatshal Weena. De Panda's speelden zes seizoenen lang in de hoogste nationale ijshockeycompetitie, de Nederlandse Eredivisie. Tijdens hun zeer korte bestaan wisten ze drie landskampioenschappen in de wacht te slepen.